# SEAT Toledo
El SEAT Toledo fue un automóvil del segmento C producido por el fabricante español SEAT desde el año 1991 hasta 2009 y desde 2012 hasta 2019. Su nombre le viene dado por la ciudad española de Toledo perteneciente a Castilla-La Mancha. El Toledo abarca cuatro generaciones, las dos primeras diseñadas por Giorgetto Giugiaro, la tercera por Walter de Silva y la cuarta por Alejandro Mesonero-Romanos. Todas comparten elementos mecánicos y estructurales con otros modelos del Grupo Volkswagen.
Fue el primer automóvil de SEAT desarrollado completamente bajo la influencia de Volkswagen.
El Toledo es la berlina media de SEAT con motor delantero transversal y tracción delantera. Algunos de los rivales de la cuarta generación son (aparte del gemelo Škoda Rapid europeo) el Peugeot 301, el Chevrolet Cruze y el Fiat Linea, así como el Renault Fluence, el Ford Focus sedán, el Škoda Octavia y el Volkswagen Jetta en la parte superior del segmento.

## Generaciones del SEAT Toledo

### SEAT Toledo I (1991-1998)
La primera generación del Toledo se presentó en el Salón del Automóvil de Barcelona de 1991; fue el primer automóvil de SEAT desarrollado completamente bajo la influencia de Volkswagen, utilizando ya elementos del grupo, tanto motorizaciones como el desarrollo bajo la plataforma "A2" ( PQ32 ).
Además estrenó un nuevo concepto dentro del mercado español: el de los vehículos con apariencia de berlina pero dotados de un portón trasero, por lo que se caracterizó el modelo.
|                         |
| Toledo I (1L) 1991-1995 |

|                          |
| Toledo I (1L2) 1995-1998 |

### SEAT Toledo II (1998-2004)
La segunda generación del Toledo se presentó en el Salón del Automóvil de París de 1998, lanzándose en el mercado a finales de ese año.
El modelo está desarrollado con la plataforma "A4" (PQ34), estando inspirado en la anterior generación pero más refinado, con formas más redondeadas pasando a ser una berlina más premium de 4 puertas, perdiendo el portón trasero a favor del desarrollo de una nueva variante compacta de 5 puertas denominado SEAT León.
|                          |
| Toledo II (1M) 1998-2005 |

### SEAT Toledo III (2004-2009)
La tercera generación del Toledo se presentó en el Salón del Automóvil de Madrid de 2004 como prototipo, mientras que el modelo de producción se presentó en el Salón del Automóvil de París de 2004, comercializándose en noviembre de 2004.
Está construido bajo la plataforma "A5" ( PQ35 ), siendo un modelo con un diseño arriesgado comparado con sus generaciones anteriores.
Se optó por mezclar el formato berlina con el monovolumen, por lo que se aprovecharía el nuevo SEAT Altea, para desarrollar el Toledo como su variante "berlina" .
|                           |
| Toledo III (5P) 2004-2009 |

### SEAT Toledo IV (2012-2019)
La cuarta generación del Toledo se presentó en el Salón del Automóvil de Ginebra de 2012, comercializándose unos meses después.
Se desarrolló bajo la plataforma A05+, siendo el primer Toledo que no se desarrolla con la plataforma del  Golf. 
Respecto a sus dimensiones son mayores excepto la anchura, comparado con las generación anteriores del modelo. Se intenta dar una imagen similar al primer Toledo, con unas líneas y un portón trasero similar, enfocado a ser una berlina media con relación calidad - precio.
|                          |
| Toledo IV (NH) 2012-2019 |

## Producción y ventas
| Modelo      | 1991   | 1992    | 1993   | 1994   | 1995   | 1996   | 1997  | 1998   | 1999    | 2000   | 2001   | 2002   | 2003   | 2004   | 2005   | 2006  | 2007  | 2008  | 2009 | 2010    | 2011    | 2012  | 2013   | 2014   | 2015 |
| ----------- | ------ | ------- | ------ | ------ | ------ | ------ | ----- | ------ | ------- | ------ | ------ | ------ | ------ | ------ | ------ | ----- | ----- | ----- | ---- | ------- | ------- | ----- | ------ | ------ | ---- |
| SEAT Toledo | 76.336 | 144.205 | 90.533 | 47.965 | 55.493 | 53.404 | 42.96 | 42,325 | 105,818 | 59,480 | 47,645 | 39,503 | 36,026 | 38,962 | 20,600 | 8,613 | 4,744 | 5,484 | 571  | No hubo | No hubo | 1.236 | 20.974 | 18.600 | ?    |

## Biografía
- Edouard Seidler, ¡Olé, Toledo!: la saga de SEAT y del coche que le da una nueva dimensión. Lausanne: J.-R. Piccard. (Libro donde viene la historia del SEAT Toledo y un pequeño resumen sobre SEAT).